# Bathyuroconger parvibranchialis
Bathyuroconger parvibranchialis är en fiskart som först beskrevs av Fowler, 1934.  Bathyuroconger parvibranchialis ingår i släktet Bathyuroconger och familjen havsålar. Inga underarter finns listade.